# Salvator Rosa
Salvator Rosa, někdy zvaný Rennella nebo Arenella (1615 Neapol – 15. března 1673 Řím) byl italský malíř a rytec.

## Život
Základy malířství získal u strýce z matčiny strany Paola Greca. Otec ho ale poslal studovat do kláštera, aby se stal knězem. Pro nezvladatelnost ho vyloučili. Poté se měl toulat a dokonce se snad stát i členem loupežnické bandy. V sedmnácti letech zemřel jeho otec a starost o pět sourozenců spadla hlavně na něj. Snažil se přivydělat si prodejem obrazů, díky čehož si ho všiml malíř Aniello Falcone, který ho přijal do své dílny jako učedníka.
O roku 1636 začal Rosa nabízet své obrazy. V roce 1638 ho pozval kardinál Francesco Maria Brancaccio do Říma. Dal mu významnou zakázku: vytvořit oltář pro kostel Santa Maria della Morte ve Viterbu. Na oltáři se nachází i jeden z nejznámějších Rosových obrazů Nevěřící Tomáš.
V Římě se pokoušel psát i satirické divadelní hry, avšak těmi si znepřátelil řadu kolegů, na prvním místě Giana Lorenza Berniniho. Nakonec Rosa Řím roku 1639 raději opustil. Odešel do Florencie, kde pracoval zejména pro kardinála Giovanniho Carla Medicejského. Založil také uměleckou skupinu Accademie dei Percossi (Akademie bitých), která se pravidelně scházela v jeho dílně. Jejími členy byli krom malířů i spisovatelé, například Lorenzo Lippi.
Roku 1646 se vrátil do Neapole. Podle některých zdrojů se zúčastnil povstání proti španělským Habsburkům. Měl snad velet i jakési lynčovací jednotce, která hledala skrývající se Španěly.
Poté, v roce 1649, se vrátil do Říma. Poněkud změnil styl. Dříve maloval především dramatické krajiny, nyní se začal více inspirovat starořeckým uměním. Nenacházel však dobrý ohlas. Zejména jeho obraz Alegorie štěstí vyvolal bouřlivé diskuse. Rosa se do nich zapojil svým tradičním způsobem - divadelní satirou (hry Babylon a Žárlivost), čímž si získal jen další nepřátele. Úspěchu došel ovšem jako rytec, jeho drobné rytiny vojáků byly ve své době velmi populární.